# Tijana Pečenčić
Tijana Pečenčić (Beograd, 22. prosinca 1986.) srpska je glumica.
Diplomirala je glumu na Akademiji umjetnosti u Beogradu, u klasi profesora Nebojše Dugalića. Od druge godine studija igra u dječjem kazalištu Pan Teatar.
Glumila je u dvije hrvatske televizijske serije: Kud puklo da puklo i Na granici te u hrvatskom filmu Po tamburi.

## Filmografija

### Televizijske uloge
| Godina        | Naslov                | Uloga                 | Bilješke |
| ------------- | --------------------- | --------------------- | -------- |
| 2021. - 2022. | Kolo sreće            | Alisa                 |          |
| 2018.- 2019.  | Na granici            | Alma Sučić            |          |
| 2014. - 2016. | Kud puklo da puklo    | Diana                 |          |
| 2013.         | Na putu za Montevideo | Končita               |          |
| 2012. – 2020. | Vojna akademija       | Milica Zimonjić Zimče |          |
| 2011. – 2015. | Žene sa Dedinja       | Marija Hadži Popović  |          |
| 2010.         | Grijeh njene majke    | Gordana Anđelković    |          |

### Filmske uloge
| Godina | Naslov                          | Uloga                 | Bilješke |
| ------ | ------------------------------- | --------------------- | -------- |
| 2023.  | Ko živ, ko mrtav                | Alisa                 |          |
| 2021.  | Po tamburi                      | mladenka              |          |
| 2016.  | Vojna akademija 3: Novi početak | Milica Zimonjić Zimče |          |
| 2013.  | Vojna akademija 2               | Milica Zimonjić Zimče |          |